# Jacques Elion
Jacob Samuel Cohen (Jacques) Elion (Amsterdam, 22 augustus 1840 - Amsterdam, 20 februari 1893) was een Nederlandse medailleur.

## Biografie
Elion leerde de beginselen van het vak van zijn vader Samuel Jacob Cohen Elion (1812-1880), die graveur en medailleur was. Hij studeerde vervolgens aan de Rijksakademie van beeldende kunsten in Amsterdam. Bij de tentoonstelling voor Nederlandse nijverheid en kunst, die in 1868 in Arnhem werd gehouden, won hij een zilveren medaille voor zijn cameeën. Naast cameeën maakte Elion penningen en medailles.

## Enkele werken
- 1867 Bronzen medaille voor goede zorg en hulp bij het heerschen der cholera asiatica in 1866
- 1869 Huygens-medaille, goud, ter waard van ƒ 500 (in 1869), klant Hollandsche Maatschappij der Wetenschappen. In de 19e eeuw toegekend aan wetenschappers.[1]
- 1869 Boerhaave-medaille, goud, ter waard van ƒ 500 (in 1869), klant Hollandsche Maatschappij der Wetenschappen. In de 19e eeuw toegekend aan wetenschappers.[1] In de 21e eeuw toegekend door KHMW voor Boerhaave Biografie Prijs.[2]
- 1879 Prijspenning Tentoonstelling van Nederlandsche en Koloniale Nijverheid Arnhem, naar een ontwerp van Noach van der Waals.[3]
- 1883 penning ter ere van mr. Gijsbert van Tienhoven, burgemeester van Amsterdam.

## Galerij

Fröbel herdenking in de Anna Paulownaschool
50-jarig bestaan van de Sociëteit De Eendracht

- Biografisch Portaal: 45292500
- RKD-Nederlands Instituut voor Kunstgeschiedenis: 358353
- Union List of Artist Names: 500197540
- Virtual International Authority File: 6188150325590310090003